# Kultura zvončastih čaš
Kultura zvončastih čaš (včasih skrajšano kultura čaš, ljudstvo čaš ali nemško Glockenbecherkultur) okoli 2800 do 1800 pr. n. št.  je izraz za široko razpršeno "arheološko kulturo" prazgodovinske zahodne Evrope, ki se začne v poznem neolitiku ali bakreni dobi in traja v zgodnjo bronasto dobo. Izraz je skoval John Abercromby in temelji na značilni lončarski kulturi čaš za pitje.

## Vsebina
Kultura zvončastih čaš ni le posebna vrsta lončarstva, ampak tudi popoln in zapleten kulturni pojav, ki vključuje druge sloge artefaktov, kot so orožje, okrasje in tudi skupne ideološke, kulturne in verske ideje. Obdobje zvončastih čaš je obdobje izjemnega kulturnega stika območja ob Atlantiku in zahodne Evrope, ki ga ni bilo prej, niti v naslednjih obdobjih. Razširila se je v srednjo in vzhodno Evropo, kjer je bila nekoliko prej kultura trakaste keramike, saj je že imela vzpostavljene obsežne stike na teh območjih.
Njena oblika je označena v obdobju od 2900 do 1800 pred našim štetjem, nato se je začela bronasta doba in se je pojavilo vlivanje čaš.
Treba je omeniti, da je kultura zvončastih čaš raznovrstna, odvisna  od lokalnih pogrebnih običajev (tudi sežiganja namesto pokopa trupla), stanovanjskega sloga, gospodarskega razvoja in lokalnih keramičnih izdelkov.
Razlikujemo dva glavna sloga zvončastih čaš: slog vtisnjene vrvice in slog z brazdastimi vrezi, vbodi s šilom, pečatenjem. Pozneje so razvili značilne regionalne sloge.
Verjetno so bile čaše namenjene uživanju alkohola. Ko so ga spoznali v Evropi, je to lahko vplivalo na širjenje čaš. Pivo in medica sta bila povezana z nekaterimi čašami. Vse čaše pa niso bile namenjene pitju. Nekatere so bile uporabljene kot lonci za taljenje bakrene rude, pri nekaterih so odkrili organske ostanke, povezane s hrano, v nekatere pa so shranjevali žaro. Bile pa so tudi statusni simbol med neenakimi elitami.

## Izvor
Arheologi so imeli različna mnenja o začetku kulture zvončastih čaš in razprave trajajo že desetletja. Domnevno izvirajo z različnih območij, kot so Iberski polotok, Nizozemska in srednja Evropa. Podobno so znanstveniki ugibali o njenem širjenju, ki bi ga lahko povzročili selitev prebivalstva, manjše skupine bojevnikov, posameznikov (obrtniki) ali razširjanje idej in izmenjava predmetov.
Nedavne analize so precej pripomogle k razumevanju pojava čaš, predvsem z analizo vsake njene sestavine posebej. Pokazale so, da je bil zvončast vrč sinteza "ideje in sloga, ki združuje različne regije z različnimi kulturnimi tradicijami in ozadjem".
Radiokarbonsko datiranje je pokazalo, da je zgodnji slog zvončastih čaš nastal na Iberskem polotoku, posebej v živahnih bakrenih skupnostih v estuariju reke Tajo na Portugalskem okrog 2800–2700 pred našim štetjem, in se je od tam razširil v mnoge dele zahodne Evrope. Pregled vseh razpoložljivih virov iz južne Nemčije je pokazal, da je bila kultura teh čaš nova in neodvisna kultura na tem območju sočasno s kulturo trakaste keramike.
Navdih za zvončaste čaše naj bi bile majhne in starejše čaše copoz z vtisnjenim okrasjem. Našli so jih okoli izliva Tajo na Portugalskem. Turek vidi predhodnike mlajšega neolitika v severni Afriki, kjer naj bi se slog pojavil kot posledica stikov na morju med Iberskim polotokom in Marokom v prvi polovici tretjega tisočletja pred našim štetjem. Ni pa radiokarbonske datacije severnoafriških krajev.
Čaše so v predhodnem obdobju poznali tudi ob spodnjem Renu in na severnomorskih območjih, nazadnje v severni in srednji Evropi.
Poleg tega so se obredni pokopi, ki so pomagali določiti nahajališča čaš, širili v zahodno Evropo. Posamezni pokopi pod gomilo z dodanim orožjem
se precej razlikujejo od prejšnjih neolitskih pokopov v atlantski ali zahodni Evropi, ki so bili pogosto skupnostni, brez orožja. To je bolj tradicija trakaste keramike, čeprav so se namesto "bojne sekire" uporabljala bakrena bodala.
Na splošno se zdi, da so se iberski keramični slog, drugi keramični slogi in "vzhodna" obredna pokopna simbolika najprej zlili na območju spodnjega Rena.

## Širitev in stiki kultur
Začetni premik je bil od izliva reke Tajo. Južni premik je bil ob Sredozemlju, kjer so bile enklave v jugozahodni Španiji in južni Franciji okoli  Lionskega zaliva in v Padski nižini v Italiji, verjetno so uporabljali starodavno zahodno alpsko trgovsko pot, po kateri so tovorili žadaste sekire. Severni premik je vključeval južne obale Armorike z bolj ali manj dobro opredeljenimi stiki na Irsko in po možnosti na osrednjo južno Britanijo. Zgodnje pridobivanje bakra na Irskem, najdeno na otoku Ross v obdobju 2400–2200 pred našim štetjem, je bilo povezano z zgodnjo čašasto keramiko.  Tukaj so talili lokalne rude za izdelavo prvih bakrenih sekir, ki so se uporabljale v Veliki Britaniji in na Irskem. Isti način so uporabljali na območju reke Tajo, na zahodu in jugu Francije.  Dokazov, da se je začelo širjenje kulture zvončastih čaš ob Atlantiku in v Sredozemlju z uporabo pomorskih poti, ki so jih dolgo uporabljali in so bile neposredno povezane z iskanjem bakra in drugih redkih surovin, je dovolj.
Enklava v južni Bretanji je bila tesno povezana z rečno in kopensko potjo prek Loare in po dolini Gatinais v dolino Sene in od tam do spodnjega Rena. To je bila dolgo uveljavljena pot, po kateri so prevažali zgodnje kamnite sekire in po kateri je kultura zvončastih čaš najprej dosegla spodnji Ren okoli 2700–2500 pr. n. št. Območje spodnjega Rena je okoli 3000 pred našim štetjem sprejelo obredni pokop z enim skeletom skupaj z okrašeno čašo z vtisom vrvice in pogosto preluknjano s kamnito bojno sekiro. To je bilo značilno in razširjeno po vsej severni evropski nižini in v Rusiji. Kultura zvončastih čaš, ki je prišla z zahoda, je stoletja ali dve pozneje sprožila stik glavne kulture zvončastih čaš  in kulture trakaste keramike. Kulturne lastnosti, kot sta en sama grobnica in preluknjana sekira, so se selile proti zahodu vzdolž mrež za izmenjavo od Rena do Loare. S tega območja so se čaše razširile proti severu čez Rokavski preliv v Veliko Britanijo. 

### Selitve proti akulturaciji
Glede na nenavadno obliko, so strukturo čašaste keramike in njen nenavadni videz v arheoloških zapisih skupaj z značilno skupino drugih artefaktov, znano kot zvončaste čaše, do zadnjega desetletja 20. stoletja razlagali s preseljevanjem ene skupine ljudi po vsej Evropi. Britanska in ameriška arheologija pa od leta 1960 dvomita o prazgodovinskih selitvah na splošno, tako da je ideja o "ljudstvu zvončastih čaš" izgubila smisel. Teorijo kulturnega stika in poudarjanje gibanja prebivalstva sta v sredini 1970-ih predstavila Colin Burgess in Stephen Shennan.
Zdaj je videti kulturo čaš kot sveženj znanja (skupaj z verskimi prepričanji in bakrenimi, bronastimi in zlatimi deli) in artefaktov (z bakrenimi bodali, preluknjanimi gumbi in kamnitimi zapestnimi opornicami), ki so ga sprejela in se mu prilagodila domorodna ljudstva Evrope v različnem obsegu. To novo znanje je verjetno povezano s premiki prebivalstva in kulturnega stika. Lahko bi bilo del ugleda kulta v zvezi s pridobivanjem in porabo piva ali trgovinskimi vezmi vzdolž morskih poti atlantske Evrope. Palinološke študije, tudi analiza cvetnega prahu, povezane s širjenjem čaš, so potrdile povečano pridelavo ječmena, kar je lahko povezano z varjenjem piva. Ugotavljajo, da je bila porazdelitev čaš največja ob prometnih poteh, prečkanju plitvin, rečnih dolin in gorskih prelazov in da so bili ljudje prvotno trgovci z bronom, ki so se nato lokalno naselili v neolitiku ali zgodnji bakreni dobi in ustvarjali lokalne sloge. Natančnejša analiza bronastega orodja, povezanega z uporabo čaš, ugotavlja, da izvira prvi baker s Pirenejskega polotoka, nato so sledile srednjeevropske in češke rude.
Preiskave v Sredozemlju in Franciji so pred kratkim odprle razpravo, ki ponovno poudarja pomen selitev ljudstva zvončastih čaš. Raziskava na več kot 300 straneh je pokazala, da so se skupine ljudi dejansko preseljevale zaradi raziskovanj, stikov, naseljevanja, širjenja in akulturacije/ asimilacije. Nekatere prvine kažejo vpliv s severa in vzhoda, druge okoliščine kažejo na jugovzhod Francije. Vzorec gibanja je bil raznovrsten in zapleten, ob atlantski obali in severni obali Sredozemskega morja in včasih tudi daleč v notranjost. Vidna osrednja vloga Portugalske in kakovost lončenine po vsej Evropi pa sprožata razloge za nove razlage, ki zanikajo ideološko razsežnost. 
Analiza stroncijevega izotopa 86 ljudi iz grobišč kulture zvončastih čaš na Bavarskem kažejo, da je bilo 18 do 25 odstotkov vseh grobov zasedenih z ljudmi, ki so prišli zelo od daleč. To je veljalo za otroke in odrasle, kar kaže na pomemben selitveni val. Zaradi podobnosti z ljudmi, ki so živeli na puhličastih tleh, je bila najbrž splošna smer lokalnega gibanja od severovzhoda do jugozahoda.

## Obseg in vpliv
Ljudstvo zvončastih čaš je spretno izkoristilo prevoz po morju in rekah in ustvarjalo kulturne stike, ki so se raztezali od Irske do Karpatske kotline in na jugu vzdolž atlantske obale in po dolini Rone na Portugalsko, v Severno Afriko in na Sicilijo, prodrli so v severno in osrednjo Italijo. Ostanke so našli v današnji Portugalski, Španiji, Franciji (razen osrednji masiv), Veliki Britaniji in na Irskem, nižinskih državah in Nemčiji med Labo in Renom, ob zgornji Donavi do dunajske kotline (Avstrija), Madžarski in Češki, sredozemskih postojankah na Sardiniji in Siciliji. Manj dokazov je za neposreden prodor na vzhod.
Čašasti vrči so ostali najdlje v uporabi na Britanskem otočju; pozne čaše so na drugih območjih razvrščene v zgodnjo bronasto dobo (čaše z vtisom bodeče žice na Nizozemskem, velike čaše (Riesenbecher)). Nove mednarodne trgovske poti, ki so jih odprli ljudje čaš, so postale trdno zasidrane in kultura se je širila s številnimi bronastodobnimi kulturami, med njimi unetiško v srednji Evropi, elpsko in hilversko na Nizozemskem, atlantsko bronasto dobo na Britanskem otočju in atlantsko obalo Evrope, nordijsko bronasto dobo, kulturo Skandinavije in najsevernejše Nemčije in Poljske.

### Sardinija
Od najzgodnejšega obdobja je bila Sardinija v stiku z otoškimi skupnostmi na Korziki, v Liguriji, Lombardiji in Provansi. Proti koncu petega tisočletja pred našim štetjem se je povečal izvoz obsidiana in razširil kulturne stike na Balkan in v vzhodno Sredozemlje.
Ozierska kultura (3500–2700 pr. n. št.) in arzachenska kultura sta zadnji neolitski razvojni stopnji na Sardiniji. Po propadu velike ozierske civilizacije je bila bakrena (aeneolitska) abealško-filigoška kultura (2700–2400 pr. n. št.). Propad ozierske kulture je pospešila tudi metalurgija. Kultura Monte Claro (2400–2100 pr. n. št.) razkriva opraskano keramiko in mogočne megalitske stene, ki so omejene na severno območje, kar kaže na neznane obrambne zahteve, ki so znak vojnih stanj v tem času v Sredozemlju in zdi se, da je strateško zasnovan nadzor nad ozemljem, ki je dosegel vrhunec v nuragijski dobi (1600–900 pr. n. št.).
Tako kot drugod po Evropi in v Sredozemlju je za kulturo zvončastih čaš na Sardiniji (2000–1800) značilna keramika, okrašena s prekrivajočimi vodoravnimi pasovi, in pripadajoče najdbe; zdi se verjetno, da so s Sardinije čaše prišle na Sicilijo. Ni praktičnnih dokazov na Sardiniji o zunanjih stikih v začetku drugega tisočletja, razen poznih čaš in tesnih vzporednic med bonnanarskim lončarstvom in severnoitalijansko poladsko kulturo. Do 15. stoletja se je mednarodna trgovina vrnila in Sardinija je bila pomemben del trgovinske mreže od Bližnjega vzhoda do severozahodne Evrope, glavni vzhodni del pa je bil Ciper. Prav tako so bili vzpostavljeni stiki z mikenskim svetom. Okrogli stolpi nuragi in mikenski tolosi so bolj ali manj povezani, korziški stolpi (torre), talajoti na Balearskih otokih, sesi na Siciliji in drugi: vse te arhitekturne oblike imajo svoje korenine v skupni kulturni shemi, razširjeni v Sredozemlju. Na Sardiniji je bil razvoj izviren in veličasten in ga ne najdemo drugje v svetu.
Religijski obredi so bili okoli svetih vodnjakov, pogosto v povezavi z megalitskimi nuragi. Najzgodnejši potrjeni vodni kult je Abini,Teti, kjer so bile ugotovljene votivne daritve v zgodnjem bonnanarskem obdobju; votivne daritve spomladi kot Sos Malavidos v Oraniju, nato Bonnanaro. Ta tradicija je pokazala lokalno nadaljevanje zgodovinskih obdobij, saj so v teh središčih Rimljani najučinkoviteje napadali domačine (Strabon 5.2.7).

### Srednja Evropa
V svoji obsežni študiji na podlagi radiokarbonskega datiranja zvončastih čaš sta J. Müller in S. Willingen ugotovila, da se je kultura zvončastih čaš v srednji Evropi začela po letu 2500 pr. n. št.
Dve veliki istočasni in ločeni srednjeevropski kulturi – kultura trakaste keramike s svojimi regionalnimi skupinami in vzhodna skupina kulture zvončastih čaš – sta ozadje pozne bakrene in zgodnje bronaste dobe. Njun razvoj, razširjenost in dolgotrajne spremembe so določeni z velikimi rečnimi sistemi. Tretja je avtohtona karpatska kultura Makó-Kosihy-Čaka.
Naselja kulture zvončastih čaš so še vedno malo znana, arheologi so ugotovili, da so izredno težko prepoznavna. To omogoča sodoben pogled na kulturo v nasprotju z izsledki antropoloških raziskav. Sodoben pogled je, da ljudje zvončastih čaš niso bili "vojni vsiljivci", kot jih je nekoč opisal Gordon Childe (1940). Novejši podatki obsežne DNK pa kaže na precejšnjo zamenjavo prejšnjega prebivalstva.
Kultura zvončastih čaš nima predhodnikov na Češkem in v južni Nemčiji, ne kaže genetskega odnosa do krajevne pozne bakrenodobne kulture trakaste keramike, niti do drugih kultur na tem območju in velja za nekaj povsem novega. Domači izdelki zvončastih čaš v južni Nemčiji niso tako tesno povezani s trakasto keramiko, kot bi lahko sklepali po njihovih pogrebnih obredih. Naselja povezujejo južno nemško kulturo zvončastih čaš v sedmih regionalnih provincah vzhodne skupine z veliko sledmi zlasti iz Moravske in madžarske skupine Csepel, ki sta najpomembnejši. Leta 2002 je bilo odkrito eno največjih grobišč kulture zvončastih čaš v srednji Evropi v kraju Hoštice nad Hanou (Moravsko, Češka). Odnosov do zahodnih skupin ter sodobne kulture Karpatske kotline na jugovzhodu je veliko manj.  Raziskave na severnem delu Poljske so premaknile severovzhodno mejo na zahodni del Baltika. Značilni fragmenti iz kraja Ostrikovac - Djura ob srbski reki Moravi so bili predstavljeni na konferenci v Rivi del Gardi leta 1998. Gradivo, povezano s kulturo zvončastih čaš, so zdaj odkrili na črti od Baltskega morja do Jadrana in Jonskega morja, vključno z državami, kot so Belorusija, Poljska, Romunija, Srbija in Črna gora, Hrvaška, Albanija, Makedonija in celo Grčija.
Kultura naselij v južni Nemčiji in v vzhodni skupini dokazuje mešano kmetijstvo in živinorejo, mlinski kamni in vretena dokazujejo, da se ljudje zvončastih čaš niso selili. Le po nekaterih dobro opremljenih otroških grobovih lahko sklepamo, da so imeli vnaprej določen družbeni položaj, kar kaže na zapleteno družbo. Analiza groba, velikost in globina, položaj na pokopališču, ni dala trdnih sklepov o družbeni delitvi.
Pozna bakrena doba je bila neprekinjen sistem, ki povezuje Zgornjo dolino Rena s kulturo zahodnega roba Karpatske kotline. Pozna bakrena doba 1 je bila opredeljena v južni Nemčiji s priključitvijo pozne kulture trakaste keramike, kulture kroglastih amfor in starejše kulture trakaste keramike "čaše skupine 1", ki je v nadaljevanju tudi stopnja A. Zgodnja kultura zvončaste keramike spada na konec pozne bakrene dobe 1, okoli 2600–2550 pr. n. št. Srednja ustreza pozni bakreni dobi 2 in tukaj se vidi razlika med vzhodno in zahodno kulturo z razlikami pri razdelitvi skupin čaš   z ročaji in brez njih, skodelicah in skledah, v treh regijah Avstrija in zahodna Madžarska, povodje Donave v južni Nemčiji in Zgornje Porenje, Bodensko jezero, vzhodna Švica. Srednja kultura zvončastih čaš je glavno obdobje, iz tega obdobja so skoraj vsa pokopališča v južni Nemčiji. Mlajša iz zgodnje bronaste dobe je podobna predunetski kulturi na Moravskem in zgodnji nadžirevski kulturi Karpatske kotline.
Prejšnji arheologi so menili, da so ljudje zvončastih čaš živeli samo na omejenem območju Karpatske kotline, in to krajše obdobje, brez mešanja z lokalnim prebivalstvom. Čeprav je zelo malo ovrednotenih antropoloških najdb, značilen videz dinarske rase (sploščen nazaj) pri prebivalcih nekaterih poznejših kultur (npr. Kisapostag in Gata-Wieselburg) navaja na mešanje z lokalnim prebivalstvom, kar bi nasprotovalo taki arheološki teoriji. Glede na arheologijo je prebivalstvo skupine zvončastih čaš sodelovala tudi pri oblikovanju kulture Gata-Wieselburg na zahodnem robu Karpatske kotline, ki bi se lahko potrdila z antropološko serijo na Moravskem in v Nemčiji. 
V skladu z antropološkimi dokazi je bilo sklenjeno, da so ljudstva zvončastih čaš vpadali v že uveljavljeno obliko v južni del Nemčije, pa tudi na območje vzhodne skupine. 

### Iberski polotok
Kultura zvončastih čaš na Iberskem polotoku se je pojavila v pozni razvojni stopnji lokalne bakrene in celo v prvih stoletjih bronaste dobe. Pregled radiokarbonskih datumov po vsej Evropi je pokazal, da so bili nekateri ostanki prej najdeni na Portugalskem, kjer je bil razpon od Zambujala in Cerra de la Virgena (Španija)  med 2900 in 2500 pred našim štetjem, v nasprotju s precej poznejšim v Andaluziji (med 2500 do 2200 pred našim štetjem). 
Do zdaj še ni notranje kronologije za različne povezave slogov na Iberskem polotoku. Polotoške vrvičaste zvončaste čaše po navadi najdemo v obalnih ali blizu obalnih regij v treh glavnih regijah: Zahodni Pireneji, nižine reke Ebro, vzhodna obala in severozahod. Različni vzorci,  kot je ribja kost, so bili v glavnem najdeni v grobovih in razširjeni proti zahodu, zlasti na planotah vzdolž gorskih sistemov.
Z nekaterimi izjemami je večina iberskih zgodnjih grobišč kulture zvončastih čaš ob obali ali blizu nje. Medtem ko so naselja in spomeniki znotraj Iberskega polotoka, čašasto lončarstvo običajno najdemo v povezavi z lokalnim bakrenim materialom in je predvsem posledica "vdora" iz 3. tisočletja v grobnih spomenikih, katerih izvor se lahko vrne v 4. ali 5. tisočletje pr. n. št.
Zelo zgodnji datumi za kulturo zvončastih čaš so bili ugotovljeni v Castelu Velho de Freixo de Numão v Guardi v severni Portugalski. Našli so jih  na vrhu mestne utrdbe. Obdobje pred to kulturo, okoli 3000 pred našim štetjem, razkriva ostanke stolpa, nekaj tlakov in strukture za kurjenje. Po premoru enega ali dveh stoletjih je kultura zvončastih čaš uvedla lončarstvo druge razvojne stopnje gradnje, ki je trajala do zgodnje bronaste dobe okoli 1800 pred našim štetjem. Tretja je trajala do približno 1300 pred našim štetjem, ko je bilo mesto pokrito s plastmi kamna in gline, očitno namerno.
Na drugi razvojni stopnji gradnje so prevladovali zelo povezana skupina lončenine v okviru regionalnih bakrenih slogov (severna Portugalska), vtisnjen dekoracijski slog v različnih vzorcih z uporabo črt, točk, rezov ali vtiskovanja. Tri čaše so datirali s karbonom v prvo polovico tretjega tisočletja pred našim štetjem. Ni bilo več skupnih lončarskih slogov, kot so ribja kost in različne črte, ki jih najdemo v sosednjih mestih, kot je Castanheiro do Vento in Crasto de Palheiros. Eden od nelokalnih vrčev pripada zgornjemu delu čaše z ukrivljenim vratom in tanko steno ter je bil najden na dnu temelja druge faze. Tehnika in vzorci so klasične oblike v okviru čiste evropske in polotoške trakaste keramike. Na Iberskem polotoku je bila ta vrsta tradicionalno omejena na precej razpršenih krajev v zahodnih Pirenejih, nižinah Ebra in španski vzhodni obali: predvsem vrči iz Filomene pri Villarrealu, Castellón (Španija), ima podobno okrasje. V Porto Torrãou na notranjem Alenteju (južna Portugalska) je bil najden podoben vrč, ki ima datum na koncu popravljen na med 2823 in 2658 pred našim štetjem. Vsa keramika je lokalno izdelana.
Pomanjkanje ali prisotnost kulture zvončastih čaš deli kulturo Los Millares in Vila Nova na dve obdobji: I in II.

### Balearski otoki
Radiokarbonsko datiranje označuje trajanje 1200-letne uporabe čašaste lončenine na Balearskih otokih, med okoli 2475 in 1300 pred našim štetjem (Waldren in Van Strydonck, 1996). Nekaj dokazov o trakasti keramiki so našli na Majorki, ki na splošno velja za najstarodavnejšo keramiko zvončastih čaš, kar morda kaže na zgodnje naselje okoli 2700 pred našim štetjem. V nekaterih regijah pa je ta vrsta lončenine vztrajala dovolj dolgo, da je omogočila tudi druge možnosti. Suárez Otero (1997) je domneval, da so vrvičaste čaše prinesli po sredozemski poti in čez atlantsko obalo ter skozi vzhodno Francijo. Lončarstvo kulture zvončastih čaš je bilo ugotovljeno na Majorki in Formenteri, vendar ne na Menorki in Ibizi. Skupinski pokopi v dolmene na Ibizi se lahko primerjajo s posameznimi pokopi na Majorki. Okoli 1750 do 1300 pr. n. št. je lokalni vrč postal povezan z značilnim okrašenim lončarstvom iz Boquiquea, kar dokazuje jasne pomorske povezave z (megalitskimi) obalnimi območji Katalonije, prav tako pa ocenjujejo, da so neposredno povezani s poznim kompleksom Cogotas. Obilica različnih kulturnih prvin, ki so se ohranile do konca bronaste dobe, kažejo jasno nadaljevanje različnih regionalnih in vsiljenih tradicij.
Perforirane čaše so se uporabljale za izdelavo sira pri Son Ferrandell-Olezi (Waldren 1998: 95) in v Coval Simóju (Coll 2000), kar potrjuje uvedbo pridelave in ohranjanje mlekarstva. Tudi vretena, ki so jih našli v Son Ferrandell-Olezi (Waldren 1998: 94) ali Es Velar d'Apropu (Carreras y Covas 1984), dokazuje, da so znali izdelati navoj in volnena oblačila. Več podrobnosti o strategijah za vzgojo in zakol domačih živali pa je v pripravi.
Prvi sledovi bakra na Balearih, kar je povezano  z uvedbo metalurgije, dokazujejo tudi povezanost s kulturo zvončastih čaš.

### Irska
Čaše so prišle na Irsko okoli 2500 pred našim štetjem in so jih uporabljali do okoli 1700 pred našim štetjem (Needham, 1996). Keramične čaše so na Irskem le redko uporabljali kot grobni element, pogosto pa jih iz tega obdobja najdemo v domači uporabi. To je v nasprotju s preostalo Evropo, kjer so pogosto v obeh vlogah. Prebivalci na Irskem so jih uporabljali za živila. Velike komunalne prehodne grobnice irskega paleolitika se niso več gradile v zgodnji bronasti dobi (čeprav so bile nekatere, kot je Newgrange, ponovno v uporabi (O'Kelly 1982)). Zdi se, da so bili enojni grobovi na vzhodu ali majhne klinaste galerijske grobnice na zahodu najprimernejši način za pokop. Znana je bila tudi upepelitev.
Pojav kulture čaš v bronasti dobi na Irskem spremlja uničenje manjših posameznih grobnic pri Knowthu in propad velike gomile pri Newgrangeu in označuje konec neolitske kulture megalitskih prehodnih grobnic.
Na Irskem je veliko čaš, tehnična inovacija lončarskega vretena kaže, da so imeli tudi oblikovalce. Na Irskem in v Britaniji je mogoče lončenino razvrstiti v sedem skupin čaš, ki izvirajo iz celine, in tri skupine z otoka, ki so se razvile iz prvih. Na Irskem se od pet od sedmih skupin pojavljajo tudi: evropska zvončasta skupina, vrvičaste čaše, severnobritanske/severnorenske, severnobritanske/srednjerenske in čaše iz Wessexa/srednjega Rena. Mnoge vloge ali novosti kulture čaš nikoli niso dosegle Irske.
Značilnosti "vrčev za hrano" in žare (okrašene, obdane in ograjene) irske zgodnje bronaste dobe imajo močne korenine v zahodnoevropski tradiciji čaš. Pred kratkim je bila zasnova teh vrčev za živila zavržena in nadomeščena s pojmom dveh različnih tradicij, ki se opirata na tipologijo: tradicija skled in tradicija vaz, pri čemer je najstarejša tradicija skled, kot je bilo ugotovljeno iz najdb v neolitski (predčašasti) grobnici. Tradicija skled se je pojavila po celotni državi, razen na jugozahodu, kjer imajo večino jamskih grobnic, ravnih pokopališč, gomil in veliko  nepokopanih okostij, ki so pogosto v čepečem položaju.  
Kultura čaš uvaja pokop v enojne grobove, kar kaže zgodnejšo bronastodobno socialno organizacijo družinskih skupin v nasprotju s poznejšo bronasto dobo, ko se premaknejo na utrjene vrhove gričev, kar kaže bolj "klanovski" ustroj.
Irska ima največ zlatih ovratnic in kamnitih zapestnih opornic v Evropi, vendar jih niso dajali v grobove, zato je težko sklepati o njihovi uporabi ali vlogi v družbi v tistem času.
Eno od najpomembnejših mest na Irskem v tem obdobju je Ross Island. Vrsta bakrenih rudnikov je bila znana že zgodaj, od okoli 2500 pred našim štetjem (O'Brien 2004). Primerjava kemičnih sledi in analize svinčevih izotopov iz teh rudnikov z bakrenimi predmeti jasno kaže, da je bil Ross Island edini vir bakra na Irskem med 2500 in 2200 pr. n. št. Poleg tega sta dve tretjini bakrenih predmetov iz Britanije iste kemijske in izotopske sestave, kar odločno kaže, da je bil irski baker izvožen v Britanijo (Northover et al. 2001). Sledovi bakra iz Ross Islanda so še dlje; na Nizozemskem je 12 odstotkov analiziranih bakrenih predmetov, v Bretanji 6. Po letu 2200 pred našim štetjem je nastala večja kemijska sprememba v britanskih in irskih bakrenih predmetih, ki se dobro ujema z videzom drugih rudnikov v južni Irski in severnem Walesu. Po letu 2000 pred našim štetjem drugi bakrovi viri nadomestijo Ross Island.

### Britanija
Čaše so prispele v Britanijo okoli 2500 pred našim štetjem, njihova uporaba pa se je zmanjšala okoli 2200 do 2100 pr. n. št, ko so se pojavili vrči za hrano in žar. Nehali so jih uporabljati okoli 1700 pred našim štetjem (Needham, 1996). Prve britanske čaše so bile podobne tistim iz doline Rena (Needham, 2005), nato pa je slog najbolj podoben irskim. V Britaniji je domača posoda iz tega obdobja zelo redka, zato je težko sklepati o vidikih družbe. Večina britanskih čaš je iz grobnic.
Najbolj znan kraj iz tega obdobja je Stonehenge, ki ima neolitsko obdobje obširno dokumentirano. Nenavadno število "bogatih" grobnic so našli v bližini, kot je Amesbury Archer. Drugi kraj posebnega pomena je Ferriby na estuariju reke Humber, kjer je bil najden najstarejši zahodnoevropski lesen čoln.

### Jutland
Na Danskem so bila v kulturi enojnih grobov in v poznem neolitiku velika območja gozdnih zemljišč očiščena za pašo in pridelavo žit. Slabe sledi kulture zvončastih čaš je mogoče prepoznati že v lončarstvu zgornje grobne razvojne stopnje in celo pozne, kot je občasna uporaba značilnega okrasja, medtem ko v severnih ozemljih najdemo kulturo trakaste keramike. Kraji s čašami se pojavljajo le 200 do 300 let po prvem pojavu zvončastih čaš v Evropi, v zgodnjem delu danskega poznega neolitika z začetkom 2350 pred našim štetjem. V glavnem so v severnem Jutlandu okoli Limskega fjorda in na polotoku Djursland, sočasno z lokalno zgornjo grobno dobo. V vzhodni osrednji Švedski in na zahodu Švedske je značilno okrasje z bodečo žico v obdobju 2460 do 1990 pr. n. št., kar je povezano z drugo izpeljavo kulture čaš severozahodne Evrope.
Severni Jutland ima bogate vire visoke kakovosti kremena, ki je najprej pritegnil rudarstvo, obsežno proizvodnjo in celovito izmenjavo kresilnih predmetov: predvsem sekir in dlet. Za obdobje danskih čaš je bila značilna izdelava suličastih kresilnih bodal, ki so opisana kot povsem nova materialna oblika brez lokalnih predhodnikov, saj je kremen jasno povezan s slogom bodal, ki krožijo drugje po Evropi. Verjetno se je kultura čaš  od tu širila na preostalo Dansko in v druge regije v Skandinaviji in severni Nemčiji.

## Domnevne jezikovne povezave
Kultura zvončastih čaš je zgodnja indoevropska kultura; natančneje, prednica Predkeltov. Nedavno je bilo celo rečeno, da je bila kultura čaš povezana z evropsko vejo indoevropskih narečij, imenovanih "severozahodni indoevropski", prednica ne samo keltske, ampak tudi italske, germanske in baltsko-slovanske kulture.

## Druga literatura
- Bradley, Richard (2007). The Prehistory of Britain and Ireland. Cambridge: Cambridge University Press. ISBN 0521612705.
- Case, H. (1993). »Beakers: Deconstruction and After«. Proceedings of the Prehistoric Society. 59: 241–268. doi:10.1017/s0079497x00003807.
- Case, H. (2001). »The Beaker Culture in Britain and Ireland: Groups, European Contacts and Chronology«.  V Nicolis, F. (ur.). Bell Beakers Today: pottery people, culture, symbols in prehistoric Europe. Servizio Beni Culturali Ufficio Beni Archeologici. Zv. 2. Torento. str. 361–377.
- Darvill, T. (2002). Oxford Concise Dictionary of Archaeology. Oxford University Press. ISBN 0-19-211649-5.
- Harding, Anthony; Fokkens, Harry (2013). The Oxford Handbook of European Bronze Age (Oxford Handbooks in Archaeology). Oxford University Press. ISBN 0199572860.
- Harrison, R.J. (1980). The Beaker Folk. Thames and Hudson.
- Needham, S. (1996). »Chronology and periodisation in the British Bronze Age«. Acta Archaeologica. 67: 121–140.
- Needham, S. (2005). »Transforming Beaker Culture in North-West Europe: processes of fusion and fission«. Proceedings of the Prehistoric Society. 71: 171–217. doi:10.1017/s0079497x00001006.
- Northover, J.P. (1999). »The earliest metalworking in South Britain«.  V Hauptmann, A.; Pernicka, E.; Rehren, T.; Yalçin, Ü. (ur.). The Beginnings of Metallurgy. Bochum: Dt. Bergbau-Museum. str. 211–225.
- Northover, J.P.N.; O'Brien, W.; Stos, S. (2001). »Lead isotopes and metal circulation in Beaker/Early Bronze Age Ireland«. Journal of Irish Archaeology. 10: 25–47.
- O'Flaherty, R. (2007). »A weapon of choice: experiments with a replica Irish early Bronze Age halberd«. Antiquity. 81 (312): 425–434. doi:10.1017/s0003598x00095284.
- O'Kelly, M.J. (1982). Newgrange: Archaeology, Art and Legend. London: Thames & Hudson.
- Mallory J.P. (1997) "Beaker Culture". Encyclopedia of Indo-European Culture, Fitzroy Dearborn.
- Piccolo, S. (2013). Ancient Stones: The Prehistoric Dolmens of Sicily. Abingdon: Brazen Head Publishing. ISBN 978-0-9565-1062-4.
- Schuhmacher, T.X. (2002). »Some remarks on the origin and chronology of halberds in Europe«. Oxford Journal of Archaeology. 21 (3): 263–288. doi:10.1111/1468-0092.00162.